# Дженніфер Лінн Арментраут
Дженніфер Арментраут (англ. Jennifer L. Armentrout; нар. 11 червня 1980), також відома під псевдонімом Джей Лінн (англ. J. Lynn) — американська авторка сучасних романів у жанрі нью едалт та фентезі.
Дженніфер вважається автором-гібридом, адже їй вдалося успішно видаватися самостійно, водночас співпрацюючи з малими незалежними та великими традиційними видавництвами. Наразі авторка активно співпрацює з такими видавництвами як Spencer Hill Press, Entangled Publishing, Harlequin Teen, Disney/Hyperion та HarperCollins. Авторка посідає перше місце в рейтингу New York Times, а її книжки входять до списків бестселлерів у USA Today.
Не варто плутати з колегою Дженні Галліфей Джоель Траут, яка теж народилася під іменем Дженніфер Лінн Арментраут у 1980-му році.

## Раннє життя
Дженніфер Лінн Арментраут народилася в Західній Вірджинії. Вона захопилася ідеєю стати письменницею після прочитання книжок Л. Дж. Сміт, таких як «Щоденники вампіра», «Таємне коло», серії «Заборонені ігри» та безлічі інших. Книга, яка найбільше припала авторці до душі, була «Заборонені ігри», остання частина якої до неможливості розчулила її. Після закінчення прочитання серії Дженніфер вирішила, що теж хоче впливати на своїх майбутніх читачів.
Перший досвід написання справжнього роману відбувся у старшій школі під час уроку алгебри. Попри бажання бути письменницею, дівчина втупила до коледжу та отримала ступінь у психології.

## Кар'єра
Попри безліч відмов, перша книга Арментраут була видана у 2011 році.
На 2019 рік видано п'ятдесят три з п'ятдесяти семи повністю закінчених робіт авторки. Більшість виданих нею книжок для молоді — це сучасні романи, фентезі, книжки про параномальне та наукова фантастика. Під псевдонімом Дж. Лінн авторка пише романи для своїх дорослих читачів.
У 2013 році її янг едалт роман «Обсидіан» викупили Sierra Pictures, але пізніше авторка повернула права на книгу.
У 2015 році колега Арментраут запропонувала їй підписувати книжки для першого виходу серії «Титан». Дженніфер не подобалася ідея ніяково сидіти і самотньо підписувати книжки, тож вона запросила інших авторів доєднатися до цієї події. Після цього Дженніфер започаткувала ApollyCon, який швидко став новим способом для авторів та читачів гуртом святкувати випуски нових книг.

## Особисте життя
У 2015 році Дженніфер Арментраут діагнозували пігментний ретиніт, після чого вона почала активно розповідати читачам про свою хворобу та поширювати свої знання. Дженніфер також подобається бути джерелом підтримки для читачів, які мають таке саме захворювання.
На 2020 рік Арментраут живе зі своїм чоловіком, собакою Аполло та альпаками на фермі у місті Мартінсбург, що в Західній Вірджинії.
Авторка любить писати історії для всіх вікових категорій, щоб запобігти вигоранню. Арментраут каже, що майже кожного дня вона проводить по вісім годин за письменництвом. Під час творчого процесу дівчина любить чергувати друк та написання тексту від руки, щоб уникнути письменницького застою.

##### Книги написані під іменем Дженніфер Л. Арментраут
Серія «Ковен»
- Даймон (новела, приквел до «Напівкровки») (2011)
- Напівкровка (2011)
- Чистий (2012)
- Божество (2012)
- Еліксир (новела, приквел до «Аполліона») (2012)
- Аполліон (2013)
- Вартовий (2013)

Серія «Титан» (спіноф до серії Ковен)
- Повернення (2015)
- Сила (2016)
- Боротьба (2017)
- Пророцтво (2018)

Серія «Люкс»
- Тіні (новела, приквел до «Обсидіану») (2012)
- Обсидіан (2011)
- Онікс (2012)
- Опал (2012)
- Походження (2013)
- Опозиція (2014)
- Забуття (2015)

Роман «Арум» (спіноф до серії «Люкс»)
- Одержимість (2013)

Серія «Походження» (спіноф до серії «Люкс»)
- Найтемніша зірка (2018)
- Палаюча тінь (2019)
- Найяскравіша ніч (2020)
- Лихоманкова зима (TBA)

Серія «Темні стихії»
- Гірке солодке кохання (новела-приквел) (2013)
- Гарячий білий поцілунок (2014)
- Стоун холодний дотик (2014)
- Кожен останній подих (2015)

Серіал «Провісник» (спіноф до серії «Темні стихії»)
- Буря і лють (2019)
- Лють і руїна (2020)
- Благодать і слава (2021)

Серія «Із крові й попелу»
- Із крові й попелу (2020)
- Королівство плоті та вогню (2020)
- Корона з позолочених кісток (2021)
- Війна двох королев (2022)
- Душа з попелу та крові (2023)
- Початок крові та кісток (2024)

Серія «Плоть і вогонь» (спін-офф і приквел «Із крові й попелу»)
- Тінь у жариві (2021)
- Світло в полум'ї (2022)
- Вогонь у плоті (2023)
- Народжений з крові та попелу (2024)

Супутник «Із крові й попелу» і «Плоть і вогонь»
- Бачення плоті та крові (2024) (написаний у співавторстві з Рейвном Сальвадором)

Серія «Пробудження»
- Падіння руїни та гніву (2023)

Серія «де Вінсент»
- Місячні гріхи (2018)
- Місячне спокушання (2018)
- Місячні скандали (2019)

Окремі романи
- Проклятий (2012)
- Не озирайся назад (2014)
- Список мертвих (2015)
- Проблема з назавжди (2016)
- До смерті (2017)
- Якщо завтра не буде (2017)

Антології
- Знайомтесь, мила
- Життя в моєму розумі
- П'ятдесят перших разів

##### Книги, написані під іменем Дж. Лінн
Серія «Брати Гембл»
- Спокуса найкращого чоловіка (2012)
- Спокуса гравця (2012)
- Спокуса охоронця (2014)

Серія «Чекаю на тебе»
- Чекаю на тебе (2013)
- Довірся мені (2013)
- Будь зі мною (2014)
- Вір у мене (коротке оповідання до антології «П'ятдесят перших разів») (2014)
- Пропозиція (оповідання) (2014)
- Залишайся зі мною (2014)
- Впади зі мною (2015)
- Мрію про тебе (2015)
- Назавжди з тобою (2015)
- Вогонь у тобі (2016)

Серія «Холодний»
- Холодний (2013)
- Обпалені (2015)

## Український переклад
Українською мовою романи Дженніфер Арментраут перекладали два видавництва: BookChef та КСД.

#### ВидавництвоBookChefздійснило переклад фентезі:
серії «Кров і попіл» – перекладачка Марія Пухлій
- Книга 1 «Із крові і попелу» – 2022, 608 с., ISBN 978-617-548-064-9
- Книга 2 «Королівство плоті й вогню» – 2022, 688 с., ISBN 978-617-548-094-6
- Книга 3 «Корона з позолочених кісток» – 2022, 688 с., ISBN 978-617-548-120-2
- Книга 4 «Війна двох королев» – 2023, 752 с., ISBN 978-617-548-144-8
- Книга 5 «Душа з попелу та крові» – 2025, 656 с., ISBN 978-617-548-349-7[7]

серії «Плоть і вогонь» – перекладачка Марія Пухлій
- Книга 1 «Тінь у жариві» – 2023, 688 с., ISBN 978-617-548-181-3
- Книга 2 «Світло у пломені» – 2024, 736 с., ISBN 978-617-548-243-8
- Книга 3 «Вогонь у плоті» – 2025, 656 с., ISBN 978-617-548-430-2[8]

серія «Пробудження» – перекладачка О’Дарка
Книга 1 «Падіння руїни та люті» – 2025, 544 с., ISBN 978-617-548-420-3

#### Видавництво КСД переклало
серію «Брати Ґембл»
- Книга 1 «Спокушаючи шафера» – 2024, 192 с., ISBN 978-617-15-0724-1
- Книга 2 «Спокушаючи гравця» – 2024, 288 с., ISBN 978-617-15-1141-5
- Книга 3 «Спокушаючи охоронця» – 2024, 268 с., ISBN 978-617-15-1169-9

серію «Темні елементи»
- Книга 1 «Палкий поцілунок» – 2024, 432 с., ISBN 978-617-15-1142-2
- Книга 2 «Крижаний дотик» – 2025, 512 с., ISBN 978-617-15-1313-6
- Книга 3 «До останнього подиху» – 2025, 400 с., ISBN 978-617-15-1334-1

серія «Провісник»
- Книга 1 «Буря і лють» – 2025, 576 с., ISBN 978-617-15-1206-1
- Книга 2 «Гнів і згуба» – 2025, 624 с., ISBN 978-617-15-1379-2
- Книга 3 «Велич і слава» – 2025, 544 с., ISBN 978-617-15-1392-2